# Aéroport international Gnassingbé Eyadéma
L'aéroport international Gnassingbé Eyadéma, anciennement Aéroport international de Lomé-Tokoin jusqu'en 2016, (code IATA : LFW • code OACI : DXXX), est un aéroport domestique et international situé à Lomé, capitale du Togo. Seul aéroport au sud du pays, il dessert Lomé ainsi que la Région maritime ; c'est aussi à ce jour quasiment le seul aéroport international du Togo. Celui de Niamtougou, au nord, en cours de modernisation, qui a certes officiellement ce statut, ayant encore un trafic commercial embryonnaire.

## SALT
La Société aéroportuaire de Lomé Tokoin (SALT) est, depuis 1986, responsable de la gestion, de l’exploitation et du développement de l’aéroport de Lomé. C'est une Société d’économie mixte à caractère industriel et commercial, dotée de la personnalité civile et de l’autonomie financière. Elle est créée et organisée par le décret No 86-85/PR du 20 mai 1986 ; ses activités ont démarré effectivement en janvier 1987. Son capital, de cinq cents millions de francs CFA, est réparti entre l’Etat togolais (65 %) et la Chambre de commerce et d’industrie du Togo (35 %).

## Histoire
Lomé-Tokoin est situé le long de l'avenue de la Paix, à cinq kilomètres au nord-est du centre-ville (mairie de Lomé). La population de la capitale s’étant fortement accrue depuis la construction de l’aéroport, l’emprise de celui-ci, occupant une superficie de 413 ha, est aujourd’hui incluse au sein du tissu urbain qui s'est étalé au cours du temps. Cet aéroport est modernisé durant les années 2010, dans le cadre du projet de rénovation des infrastructures aéroportuaires, portuaires et routières du pays. L'aire de stationnement est agrandie pour recevoir quinze appareils gros porteurs et la nouvelle aérogare, dotée d’un hall principal de vingt-quatre comptoirs d’enregistrement, est inaugurée le 25 avril 2016, par le président du Togo Faure Gnassingbé. L'aéroport international Gnassingbé-Eyadema est en pleine expansion grâce à l'implantation de la compagnie aérienne africaine internationale Asky (dont le siège est à Lomé) qui en a fait sa plate-forme de correspondance principale. En 2019, Asky ouvre une liaison Johannesbourg / Lomé.

## Statistiques
Pour des raisons techniques, il est temporairement impossible d'afficher le graphique qui aurait dû être présenté ici.

Voir la requête brute et les sources sur Wikidata.

## Toponymie
L’appellation de Lomé-Tokoin vient du nom du quartier de Lomé où se situe l'aéroport : Tokoin. La nouvelle appellation, Gnassingbé-Eyadema, honore Gnassingbé Eyadema, (1935-2005), un homme politique togolais qui a occupé durant 38 ans à la tête du pays, de 1967 à sa mort le 05 février 2005, le poste de président de la République togolaise.

## Situation
| Niamtougou Lomé |

## Compagnies et destinations
| Compagnies             | Destinations |
| ---------------------- | --- |
| Air Burkina            | Cotonou, Ouagadougou |
| Air Côte d'Ivoire      | Abidjan-F.-H.-Boigny |
| Air France             | Niamey-D. Hamani, Paris-Charles de Gaulle |
| Air Peace              | Lagos-Murtala Muhammed |
| ASKY Airlines          | - Abidjan-F.-H.-Boigny, - Abuja-N. Azikiwe, - Accra-Kotoka, - Bamako-M. Keïta, - Bangui, - Banjul, - Brazzaville, - Conakry, - Cotonou, - Dakar-B. Diagne, - Douala, - Freetown-Lungi, - Kinshasa-N'djili, - Lagos-Murtala Muhammed, - Libreville-Léon Mba, - Luanda-Quatro de Fevereiro, - Monrovia-Roberts, - N'Djaména, - Nairobi-J. Kenyatta, - Niamey-D. Hamani, - Ouagadougou, - Pointe-Noire A. Neto, - Praia, - São Tomé, - Yaoundé-Nsimalen |
| Brussels Airlines      | Bruxelles-National |
| CEIBA Intercontinental | Malabo |
| Ethiopian Airlines     | Addis-Abeba Bole, Newark-Liberty, Washington-Dulles |
| Royal Air Maroc        | Casablanca-Mohammed-V |

Édité le 16/05/2020  Actualisé le 29/08/2023

### Cargo
| Compagnies        | Destinations                                                                             |
| ----------------- | ---------------------------------------------------------------------------------------- |
| Air France Cargo  | Paris-Charles de Gaulle                                                                  |
| Emirates SkyCargo | Dubaï Al Maktoum,São Paulo/Guarulhos                                                     |
| Magma Avation     | Londres-Gatwick, Marseille-Provence, Francfort, Johannesbourg OR Tambo, Addis-Abeba Bole |
| Ethopian Cargo    | Addis-Abeba Bole, Shanghai-Pudong                                                        |
| DHL               | Paris-Charles de Gaulle, Francfort, Johannesbourg OR Tambo                               |

## Galerie de photographies

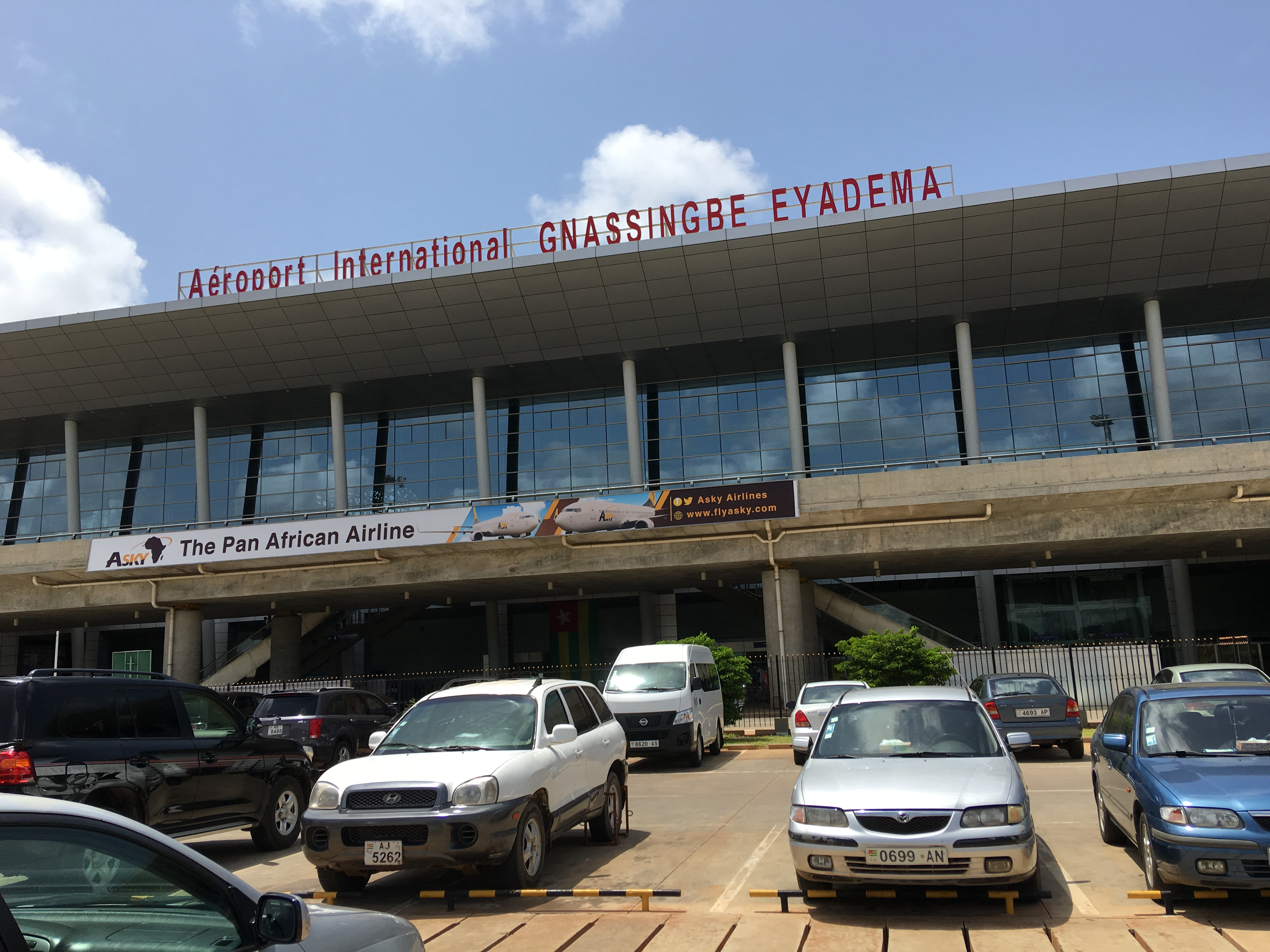
Façade de l'Aéroport international Gnassingbé Eyadéma de Lomé vue du parking
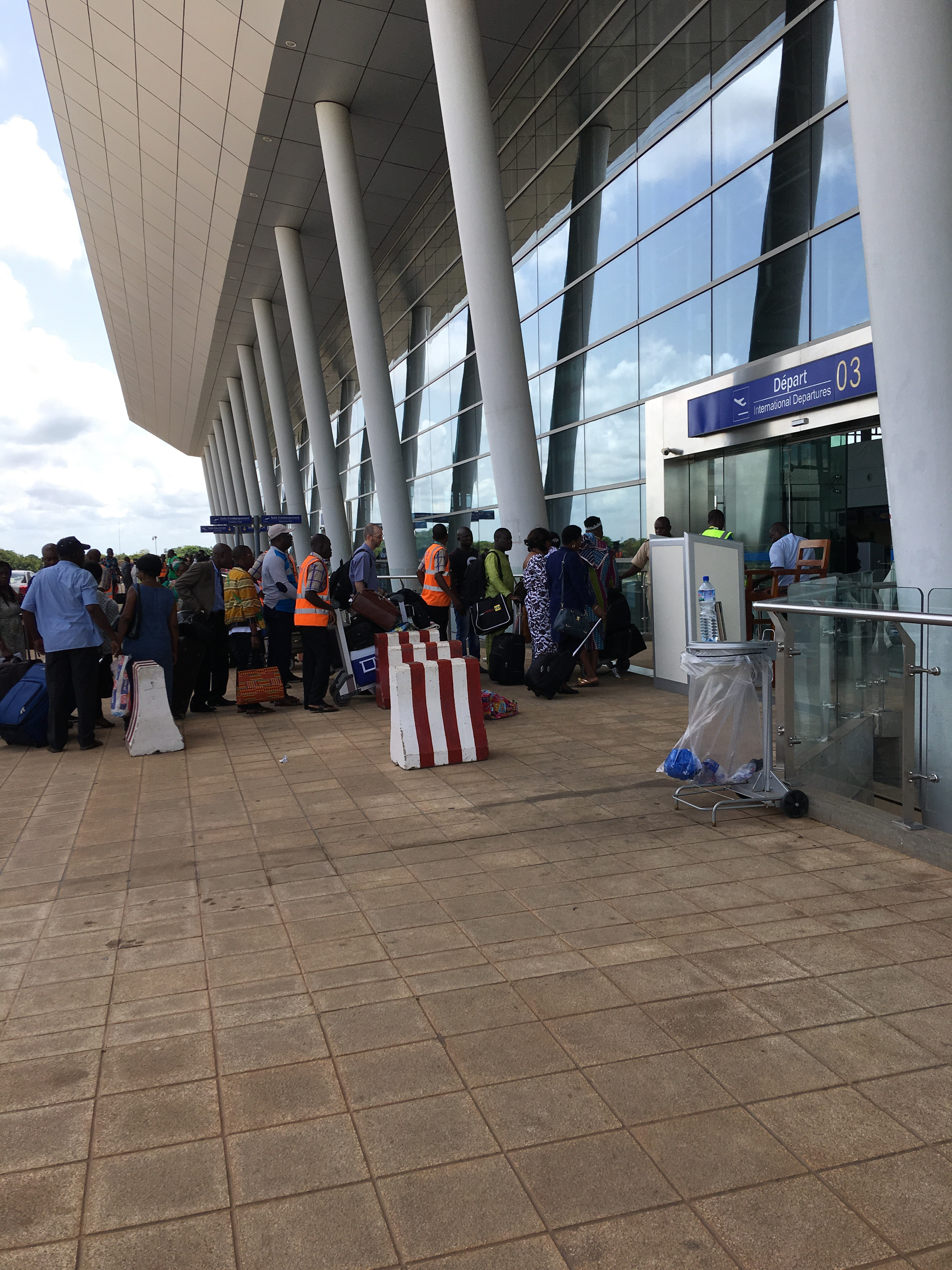
Aéroport international Gnassingbé Eyadéma de Lomé - Entrée Départ vue de jour
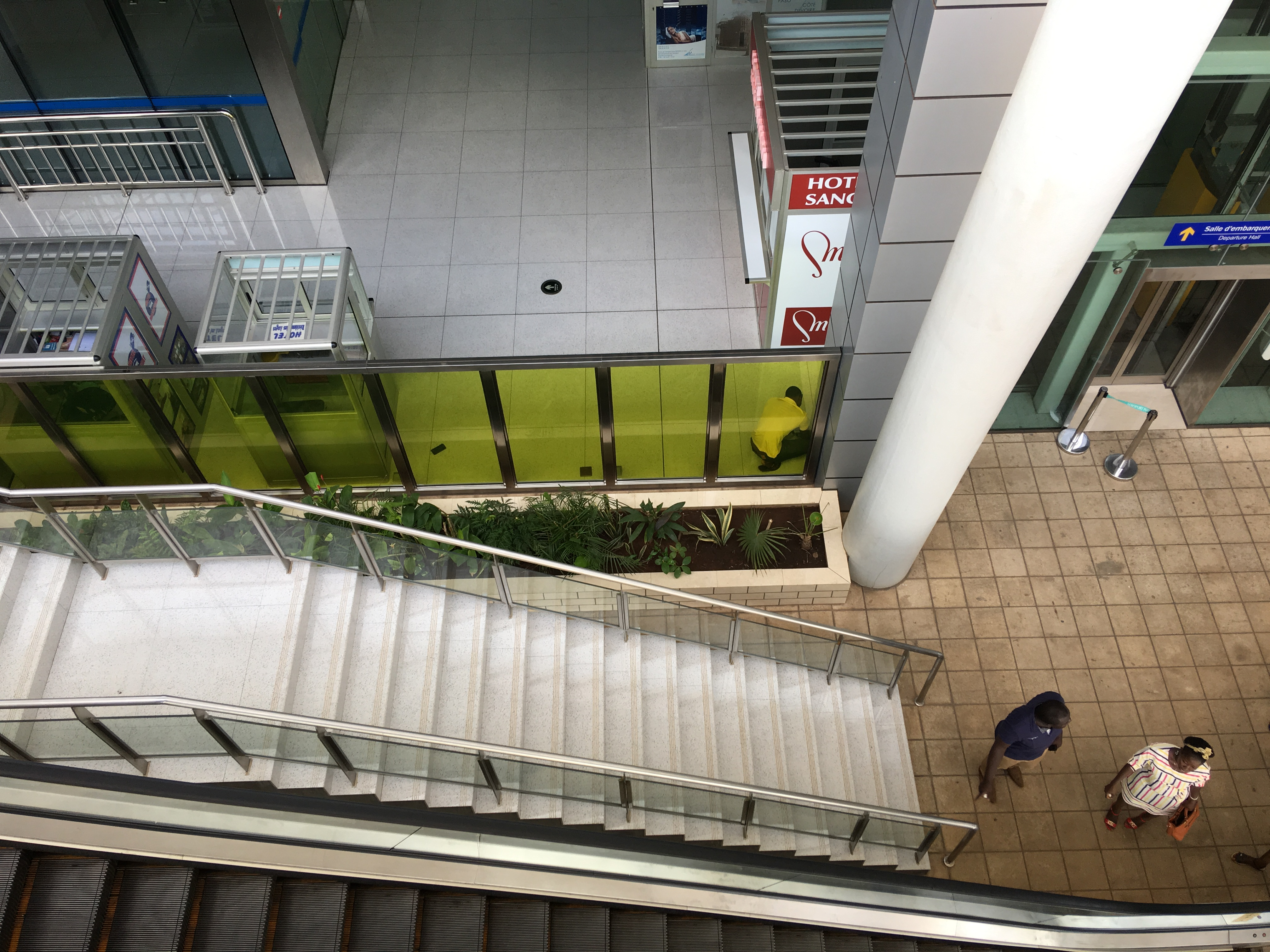
Aéroport international Gnassingbé Eyadéma de Lomé - Escalier accédant à l'entrée Départ
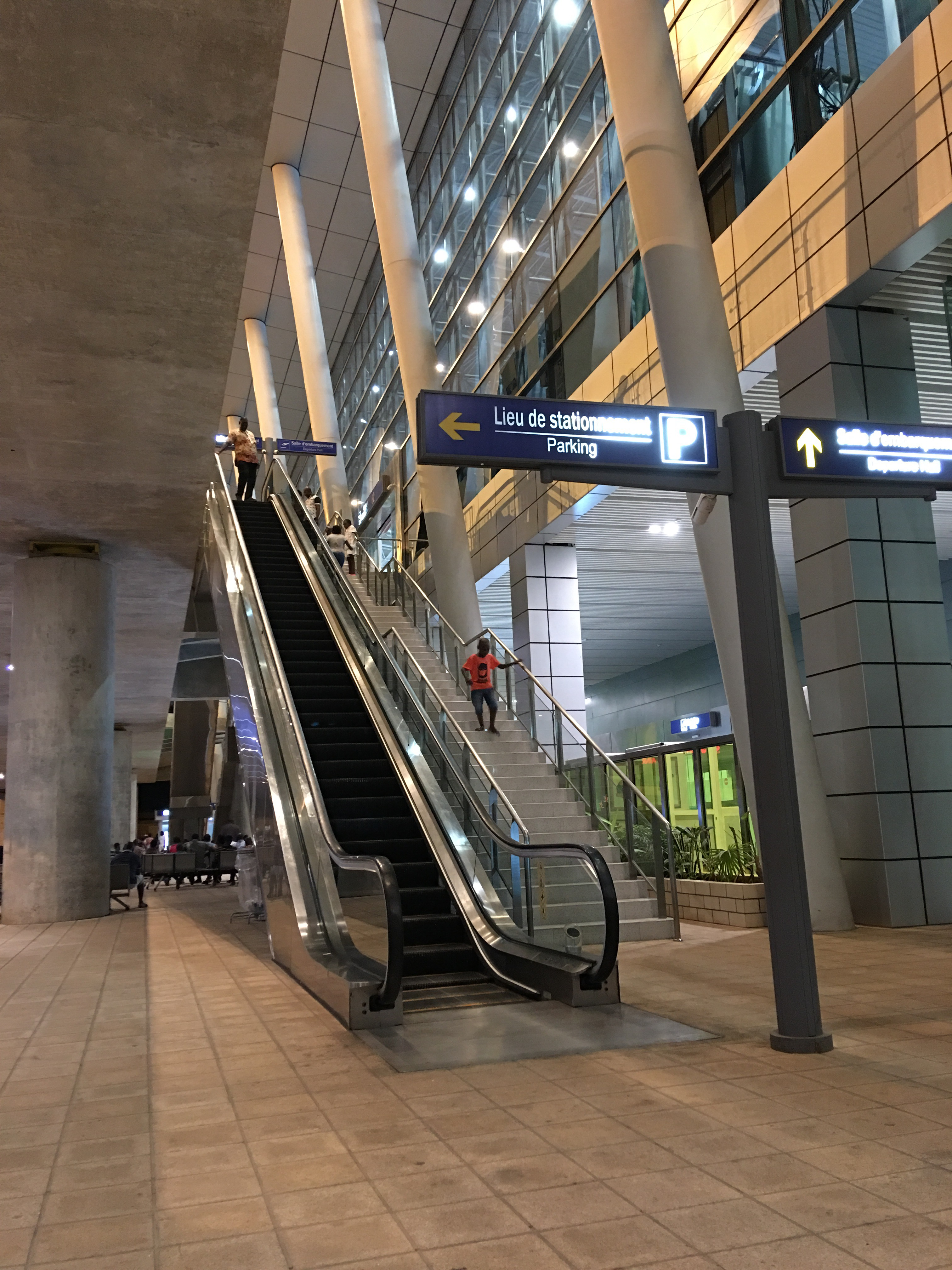
Aéroport international Gnassingbé Eyadéma de Lomé - Escalator menant à l'entrée Départ
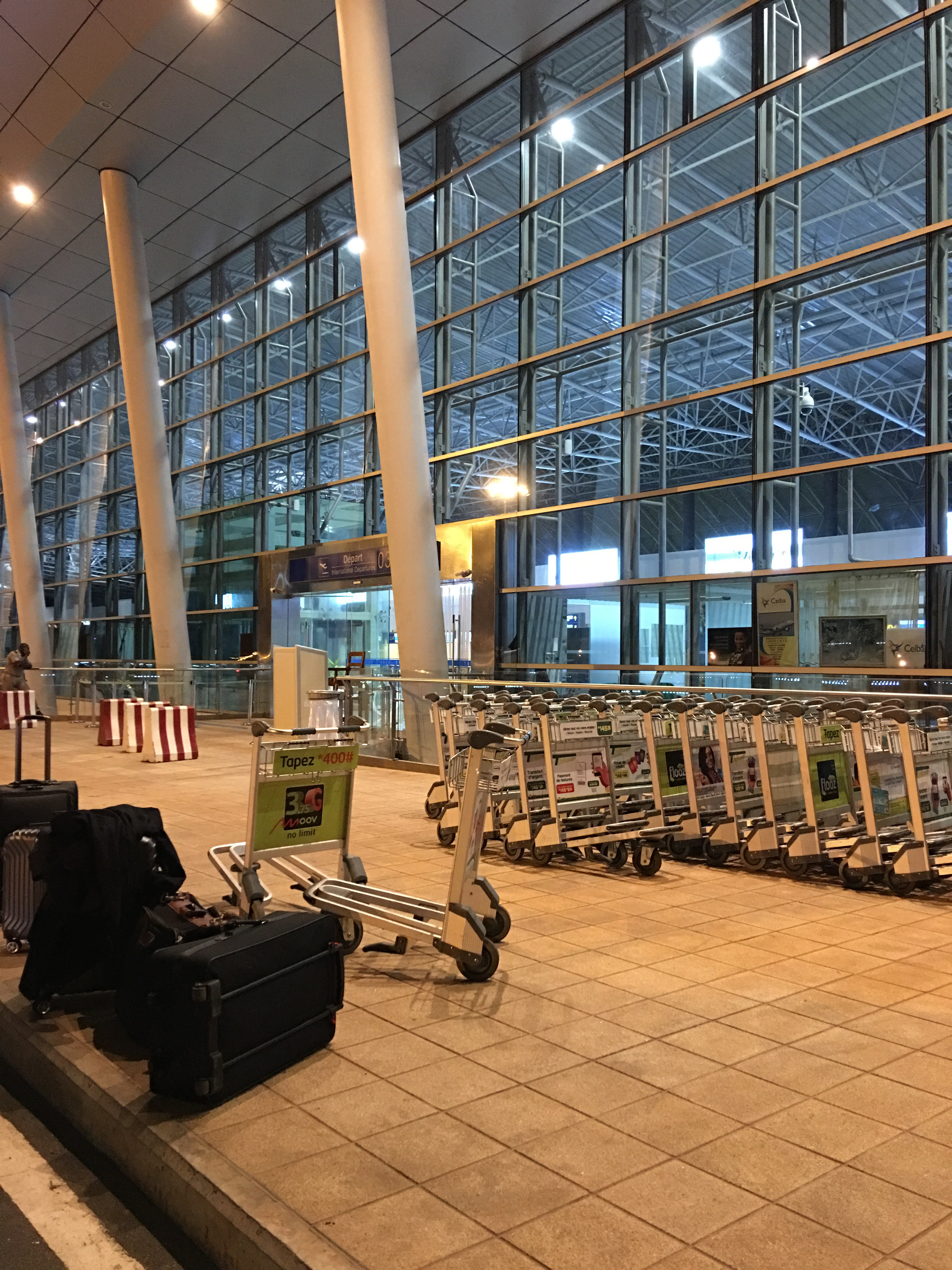
Aéroport international Gnassingbé Eyadéma de Lomé - Entrée Départ vue de nuit
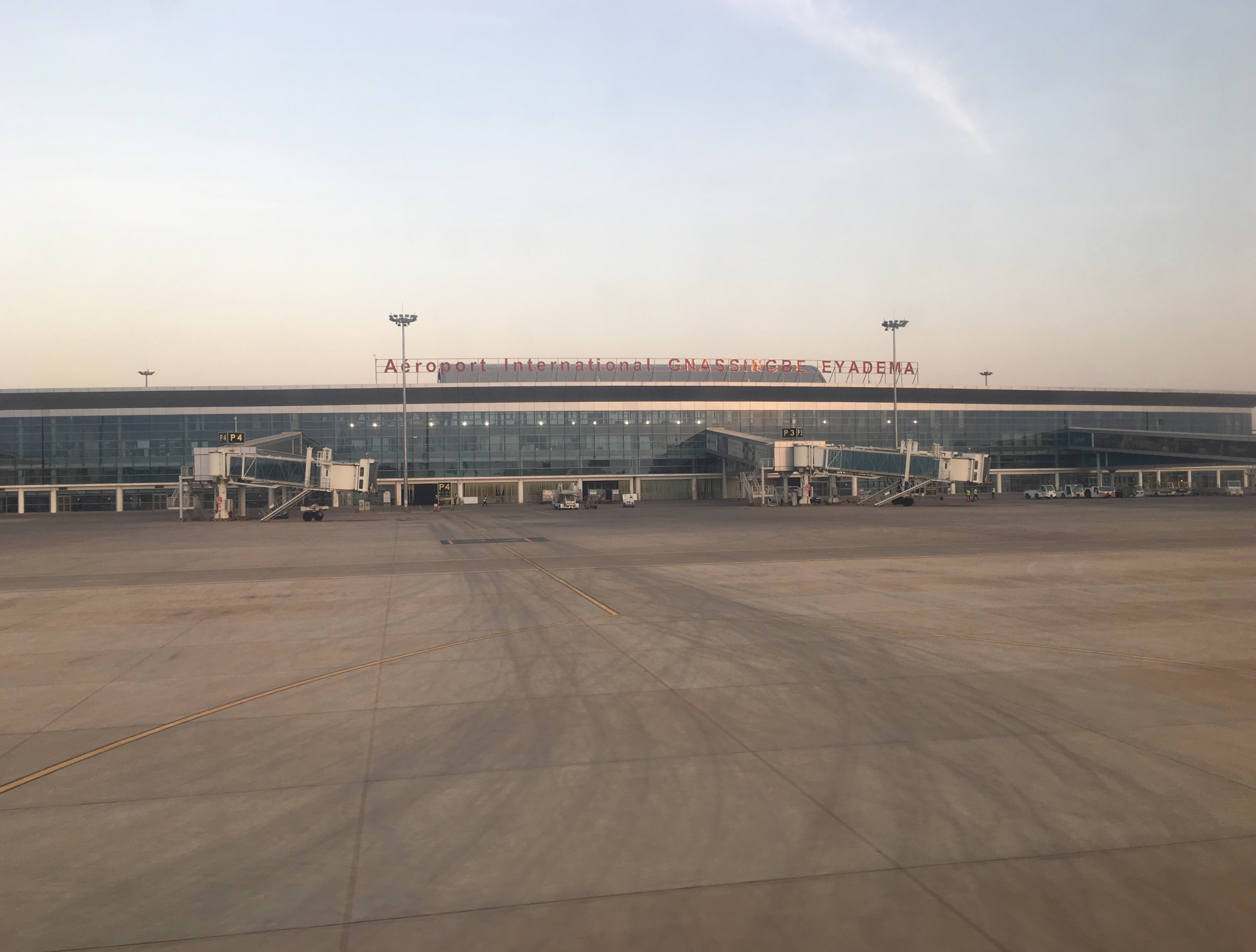
Aérogare de l'Aéroport International GNASSINGBE EYADEMA de Lomé